# B4.DA.$$
B4.DA.$$ (расшифровывается как Before Da Money, в переводе с англ. — «До того, как появились деньги») — дебютный студийный альбом бруклинского рэпера Joey Badass. Выпущен 20 января 2015 года (на его двадцатый день рождения) лейблом Cinematic Music Group в США, а также посредством iTunes. В первую неделю в США было продано 53 990 экземпляров альбома, благодаря чему он занял 5 место в чарте Billboard 200. Альбом был в целом позитивно принят критиками, многие из которых отметили способности рэпера. Звучание альбома, основанное на хип-хопе Восточного побережья середины 90-х, разными критиками записывалось как в достоинства, так и в недостатки.

## Предыстория
Joey Badass получил широкое признание после релиза его дебютного микстейпа 1999, выпущенного 12 июня 2012 года. Журнал Complex поместил его на тридцать восьмое место в списке лучших альбомов 2012 года. Сайт HipHopDX назвал его лучшим микстейпом 2012 года. Он также был номинирован на премию «Микстейп года» телеканалом BET.
Популярность Joey Badass продолжала расти после релиза его сингла «Unorthodox», спродюсированного DJ Premier. 1 июля 2013 года Joey Badass выпустил свой третий микстейп Summer Knights. Он занял девятнадцатую строчку в списке лучших микстейпов 2013 года по версии журнала XXL.
Название будущего альбома музыкант анонсировал в Твиттере в апреле 2013 года. Первоначально планировалось, что он должен быть выпущен осенью того же года, но позже Джоуи отложил релиз альбома. В июле 2014 года в интервью Oyster Colored Velvet он рассказал об этом:

[Альбом] скоро выйдет. Я не хочу устанавливать дату и говорить: «Да, он выходит тогда-то», а затем разочаровать своих фанатов, если не успею его подготовить.
Оригинальный текст (англ.)It’s coming really soon. I don’t want to set a date and be like «yeah it’s coming here» then disappoint my fans and not have it ready.

## Название
Название альбома B4.DA.$$ можно прочитать двумя способами. Первый — псевдоним музыканта, BA.DA.SS, записанный leet-speak’ом. Второй — фраза Before Da Money (в переводе с англ. — «До того, как появились деньги»). В данном варианте буква B и цифра 4 (которая в английском языке произносится как «фо») образуют сходное по звучанию слово before, а символ доллара обозначает деньги. Сам рэпер предпочитает второй вариант.

## Запись
Продюсерами, участвовавшими в записи альбома, стали: члены коллектива Pro Era (Kirk Knight и Chuck Strangers), Statik Selektah (с которым, как уверяет сам Джоуи, он «сильно» сотрудничал), DJ Premier, Hit-Boy, J Dilla (чей инструментал был использован в композиции «Like Me»), The Roots, Samiyam, Basquiat, Freddie Joachim и Lee Bannon.
Работа над альбомом велась на бруклинской студии Brewery с мая по август 2014 года. Бо́льшая часть продюсеров альбома и музыкантов, принявших участие в его записи, работали над альбомом на студии, остальные присылали материалы через интернет. Все семплы, использованные в данном альбоме, были сыграны и перезаписаны вживую, чтобы избежать проблем с правообладателями. Для этого Джоуи пригласил сессионных музыкантов: клавишника, басиста, трубача, саксофониста и тромбониста.
В сентябре 2014 года альбом уже был готов, но рэпер продолжал над ним работу, о чём он рассказал в интервью MTV:

На самом деле, [альбом], в общем-то, уже давно готов. Но понимаешь, это как когда готовишь торт, то именно вишенка сверху делает его завершённым. Так что всё это время я искал способ добавить финальный штрих…
Оригинальный текст (англ.)The thing is, it’s been like, you know, pretty much completed for a while, but it’s like, you know, when you make an ice cream it’s that cheery on the top that really brings it all together, so the whole time I’ve been searching for sprinkles…

## Продвижение и релиз
Выпуску альбома предшествовал тур #B4DAMONEYTOUR, где Joey Badass исполнил несколько ещё не вышедших на тот момент синглов. Гостями тура стали Vince Staples, Run The Jewels, Chance & Status, Raz Fresco и коллектив Джоуи Pro Era, исполнивший несколько не выпущенных песен группы. Во время тура Joey Badass вместе с коллективом Pro Era сняли четырёхсерийный видео-отчет, в целях продвижения альбома и самого тура.
Тур был начат 27 сентября 2014 года. Всего было запланировано 56 выступлений в Северной Америке и Европе. Однако в декабре европейская часть тура была прервана после того, как рэпер получил известие о смерти коллеги по группе Pro Era и двоюродного брата Junior B. В то же время он опубликовал список композиций своего будущего альбома, а также клип на трек «No. 99», который он посвятил Junior B.
Позже он продолжил тур, выступив в Австралии и Новой Зеландии. После одного из выступлений в Австралии рэпер был задержан полицией. Он обвинялся в нападении на охранника, которому, как сообщалось, он разбил нос. Однако позже он был отпущен под залог.
Незадолго до выхода альбома популярность группы Pro Era, участником которой является Джоуи, резко возросла, после того, как в сети появились фотографии дочки президента США Барака Обамы, Малии, в майке с логотипом группы, что помогло обеспечить высокие продажи альбому B4.DA.$$. Альбом также попал в списки самых ожидаемых альбомов журналов Billboard, Complex и XXL.
За неделю до выпуска альбома, 13 января, Джоуи выступил в The Tonight Show Джимми Фэллона, где совместно с BJ the Chicago Kid и группой The Roots исполнил композицию «Like Me» с альбома.

### Релиз
B4.DA.$$ был выпущен 20 января 2015 года, на двадцатый день рождения Joey Badass, лейблом Cinematic Music Group. За день до релиза музыкант провёл выступление в бруклинском отделе магазина Rough Trade, попасть на которое можно было только купив альбом. Первые 50 покупателей также смогли лично пообщаться с музыкантом и получить его автограф. В день релиза рэпер провёл в Бруклине выступление, посвящённое выходу альбома и своему дню рождения.
Альбом занял пятое место в чарте Billboard 200, благодаря тому, что в первую неделю было продано 53 990 экземпляров альбома и альбом был прослушан в интернете более 3 000 000 раз. Он также попал в чарты Independent Albums и Top R&B/Hip Hop Albums, заняв в обоих первое место, а также в чарт Top Tastemaker Albums, где занял третью строчку. B4.DA.$$ стал более коммерчески успешным, чем ряд дебютных альбомов других исполнителей, среди которых Attention Deficit Wale, Pluto Future, Excuse My French French Montana и The New Classic Игги Азалии. Он также обошёл по продажам выпущенный в ту же неделю альбом Tetsuo & Youth известного рэпера и автора нескольких золотых и платиновых альбомов Lupe Fiasco.
2 февраля лейбл Relentless Records выпустил альбом на физических носителях в Великобритании. Выпуск альбома сопровождался выступлением, проведённым 3 февраля в магазине Rough Trade в восточном Лондоне, похожим на выступление в Бруклине: попасть на него можно было только купив альбом. 5 февраля рэпер выступил в программе Le Before du Grand Journal на французском телеканале Canal+, где совместно с диджеем Powers Pleasant исполнил композицию «Paper Trail$».

## Критика
| Совокупная оценка    | Совокупная оценка |
| Источник             | Оценка            |
| -------------------- | ----------------- |
| Metacritic           | 75/100            |
| Оценки критиков      |                   |
| Источник             | Оценка            |
| Allmusic             | [ 42 ]            |
| The A.V. Club        | B                 |
| Complex              | [ 43 ]            |
| Consequence of Sound | B+                |
| Exclaim!             | 7/10              |
| The Guardian         | [ 46 ]            |
| HipHopDX             | 4.0/5             |
| Mojo                 | [ 47 ]            |
| NME                  | 6/10              |
| Paste                | 6.2/10            |
| Pitchfork            | 7.0/10            |
| PopMatters           | [ 38 ]            |
| Q                    | [ 50 ]            |
| Rolling Stone        | [ 51 ]            |
| Slant Magazine       | [ 52 ]            |
| Spin                 | 5/10              |
| The Telegraph        | [ 37 ]            |
| The Wire             | 7/10              |
| Uncut                | 7/10              |
| XXL                  | [ 56 ]            |

B4.DA.$$ получил в целом положительные отзывы, большинство критиков оценили мастерство рэпера. Однако ряд изданий поставили альбому средние оценки, отметив, что альбом не раскрывает потенциал рэпера и что он слишком похож на альбомы 90-х. На сайте Metacritic, на основе 27 рецензий, альбом получил среднюю оценку 75/100.
Сайт Allmusic поставил альбому оценку 3,5 из 5, назвав его «отличным дебютом». The A.V. Club поставил альбому оценку «B» («хорошо»), отметив, что «с выходом B4.DA.$$ Joey Bada$$ наконец оправдывает возложенные на него ожидания, представив уверенный первый альбом, пропитанный историей хип-хопа и одновременно отражающий актуальные культурные реалии». Сайт Consequence of Sound поставил альбому оценку «B+», отметив, что альбом «более личный и важный, чем предыдущие микстейпы» и заявив, что Joey Badass «обладает такими навыками и энергией, что ему вряд ли понадобится помощь предшественников, чтобы понять, куда направиться дальше». Журнал Exclaim! поставил оценку 7 из 10, отметив, что «несмотря на пару странностей и лишних треков, B4.DA.$$ — отличный альбом, возвращающий нас к классическому бум-бэпу 90-х, с его отличительными чертами: продакшном, подачей и ритмом». Сайт HipHopDX поставил оценку 4 из 5, назвав основной проблемой альбома то, что он «предаётся прошлому больше, чем двигается вперёд» и отметив, что «в целом, в альбоме мало прогрессивного, но <…> это наиболее искусно сделанный на данный момент проект молодого эмси. Но вопрос остаётся открытым: что дальше?». Журнал Mojo поставил альбому оценку 4 из 5, заявив, что «[Joey] Bada$$ — прирожденный рифмоплёт в глубоко впечатляющем проявлении продвинутого уровня лиризма». Pitchfork поставил оценку 7 из 10, заявив, что «[Джоуи] постепенно, но ощутимо обретает настоящую индивидуальность. Но если следующий уровень находится в пределах досягаемости, необходимо преодолеть одно препятствие: истины из первых рук дольше доходят, когда их преподносят в чужих стилях». Сайт PopMatters поставил альбому оценку 8 из 10, отметив, что альбом по звучанию похож на предыдущие микстейпы, но, по сравнению с ними, звучит лучше. Также было отмечено, что Джоуи может использовать устаревшие слова или сделать припев похожим по звучанию на альбомы 90-х, но результат всё равно будет звучать свежо. Журнал Slant Magazine поставил 3,5 из 5 и заявил: «Bada$$ может не иметь лирических талантов Ламара, но его работа впечатляет, особенно учитывая его возраст». Также были отмечены «тёплый, вдохновлённый виниловыми пластинками звук» и продакшн, «не просто использующий джазовые семплы, но и заимствующий джазовую структуру». Газета The Telegraph поставила альбому оценку 4 из 5, назвав его «впечатляющим дебютом» и отметив, что рэпер «с любовью воссоздаёт атмосферу 90-х». Журнал Uncut поставил оценку 7 из 10, отметив, что альбом с «мощным ритмом бум-бэп, приправленным уверенным социально-реалистическим флоу, мог появиться только в Нью-Йорке». Журнал XXL поставил альбому оценку 4 из 5, назвав его «огромным шагом вперёд и платформой, с которой Джоуи может отправиться ещё дальше».
Помимо положительных рецензий, ряд изданий прохладно отозвались об альбоме. Журнал Complex поставил оценку 3 из 5, отметив слабость рифм в нескольких композициях альбома, использующих отрывки из фристайлов 2013 года, и заявив, что альбом не раскрывает потенциал рэпера. Пол МакИннес (англ. Paul MacInnes) в своей рецензии «B4.DA.$$: ностальгия по хип-хопу 90-х, которая улетучивается слишком быстро» для The Guardian поставил оценку 2 из 5 и заявил, что навыки Джоуи далеки от навыков тех, кого он пытается имитировать. Журнал NME поставил оценку 6 из 10, отметив, что альбом «не плохой, но несолидный» и что его стоило выпустить в 2014, до событий в Фергюсоне. Журнал Paste поставил альбому 6,2 из 10, назвав его «тусклым» и отметив, что Джоуи может больше, но ограничивает себя рамками хип-хопа 90-х. Журнал Rolling Stone поставил оценку 3 из 5, заявив, что альбом «застрял в прошлом», но при этом назвав его «умелым дебютом». Журнал Spin поставил альбому оценку 5 из 10, назвав в качестве недостатков небольшое количество позитивных композиций и монотонность читки.

## Список композиций
| №                   | Название                                               | Текст песни | Музыка              | Длительность |
| ------------------- | ------------------------------------------------------ | --- | ------------------- | ------------ |
| 1.                  | «Save the Children»                                    | Джо-Вон Скотт, Патрик Бэрил | Statik Selektah     | 3:35         |
| 2.                  | «Greenbax (Introlude)»                                 | Скотт, Ли Бэннон | Ли Бэннон           | 0:48         |
| 3.                  | «Paper Trail$»                                         | Скотт, Кристофер Мартин, Роберт Диггз, Джейсон Хантер, Клиффорд Смит, Кори Вудз, Дэвид Портер, Айзек Хейз                                       | DJ Premier          | 3:17         |
| 4.                  | «Piece of Mind»                                        | Скотт, Фредди Йоаким, Насир Джонс, Джонатан Дэвис, Джимми Хит                                                                                   | Фредди Йоаким       | 3:38         |
| 5.                  | «Big Dusty»                                            | Скотт, Кирлан Лабарри | Kirk Knight         | 4:53         |
| 6.                  | «Hazeus View»                                          | Скотт, Лабарри | Kirk Knight         | 3:39         |
| 7.                  | «Like Me» (совместно с BJ the Chicago Kid)             | Скотт, Брайан Слэдж, Джеймс Йенси, Тарик Троттер, Амир Томпсон, Камал Грэй, Фрэнк Наклз, Кирк Дуглас, Дэймон Брайсон, Джеймс Пойзер, Марк Келли | J Dilla             | 4:28         |
| 8.                  | «Belly of the Beast» (совместно с Chronixx)            | Скотт, Джамар МакНотон, Чонси Холлис | Hit-Boy             | 3:56         |
| 9.                  | «No. 99»                                               | Скотт, Бэрил | Statik Selektah     | 2:46         |
| 10.                 | «Christ Conscious»                                     | Скотт | Basquiat            | 2:53         |
| 11.                 | «On & On» (совместно с Dyemond Lewis и Maverick Sabre) | Скотт, Dyemond Lewis, Майкл Стаффорд, Йоаким | Фредди Йоаким       | 4:40         |
| 12.                 | «Escape 120» (совместно с Raury)                       | Скотт, Рори Туллис, Чак «Strangers» Джессэми | Chuck Strangers     | 3:47         |
| 13.                 | «Black Beetles»                                        | Скотт, Джессэми | Chuck Strangers     | 3:50         |
| 14.                 | «O.C.B.»                                               | Скотт, Сэм Бэйкер, Люмар Леблан, Деррик Мосс, Юлиан Гоусин, Маркус Хаббард, Кори Пэйтон, Пол Робертсон, Эрион Уильямс, Эдвард Ли-младший        | Samiyam             | 3:43         |
| 15.                 | «Curry Chicken»                                        | Скотт, Бэрил | Statik Selektah     | 3:33         |
| Общая длительность: | Общая длительность:                                    | Общая длительность: | Общая длительность: | 53:26        |

| №   | Название                                                  | Текст песни                             | Музыка                | Длительность |
| --- | --------------------------------------------------------- | --------------------------------------- | --------------------- | ------------ |
| 16. | «Run Up On Ya» (совместно с Action Bronson и Elle Varner) | Скотт, Эриан Арслани, Эль Ворнер, Бэрил | Statik Selektah       | 4:08         |
| 17. | «Teach Me» (совместно с Кайзой)                           | Скотт, Кайза Эллестад, Джессэми         | ASTR, Chuck Strangers | 4:18         |

## Чарты
| Чарт (2015)                        | Высшая позиция |
| ---------------------------------- | -------------- |
| Australian Albums (ARIA)           | 17             |
| Canadian Albums (Billboard)        | 8              |
| Dutch Albums (MegaCharts)          | 69             |
| New Zealand Albums (RMNZ)          | 11             |
| UK Albums (OCC)                    | 28             |
| UK R&B Albums (OCC)                | 3              |
| Billboard 200                      | 5              |
| Independent Albums (Billboard)     | 1              |
| Top R&B/Hip Hop Albums (Billboard) | 1              |
| Top Tastemaker Albums (Billboard)  | 3              |